# Marcus Mann
Pour les articles homonymes, voir Mann.
Marcus Mann, né le 19 décembre 1973, à Carthage, au Mississippi, est un ancien joueur américain de basket-ball. Il évolue au poste d'ailier fort.

## Biographie
Marcus Mann est sélectionné par les Warriors de Golden State lors de la draft 1996, mais il décide de devenir pasteur de l'église baptiste et n'a jamais joué en tant que basketteur professionnel.

## Palmarès
- Joueur de l'année de la Southwestern Athletic Conference 1996
- Meilleur rebondeur NCAA 1996